# Folke Andersson (friidrottare)
Lars Helvig Folke Andersson, antog senare efternamnet Hellvig, född 23 augusti 1908 i Malmö, död 15 januari 1979 i Örebro, var en svensk friidrottare (diskuskastning). Han tävlade även i kulstötning, t.ex. i Finnkampen. Folke vann SM-guld i diskus 1929 och 1931. Han tävlade för Malmö AI och Malmö Polismäns GIF.

## Fotnoter
1. ↑  Sveriges Dödbok 1901–2009, DVD-ROM, Version 5.00, Sveriges Släktforskarförbund (2010).